# Charles Plumier

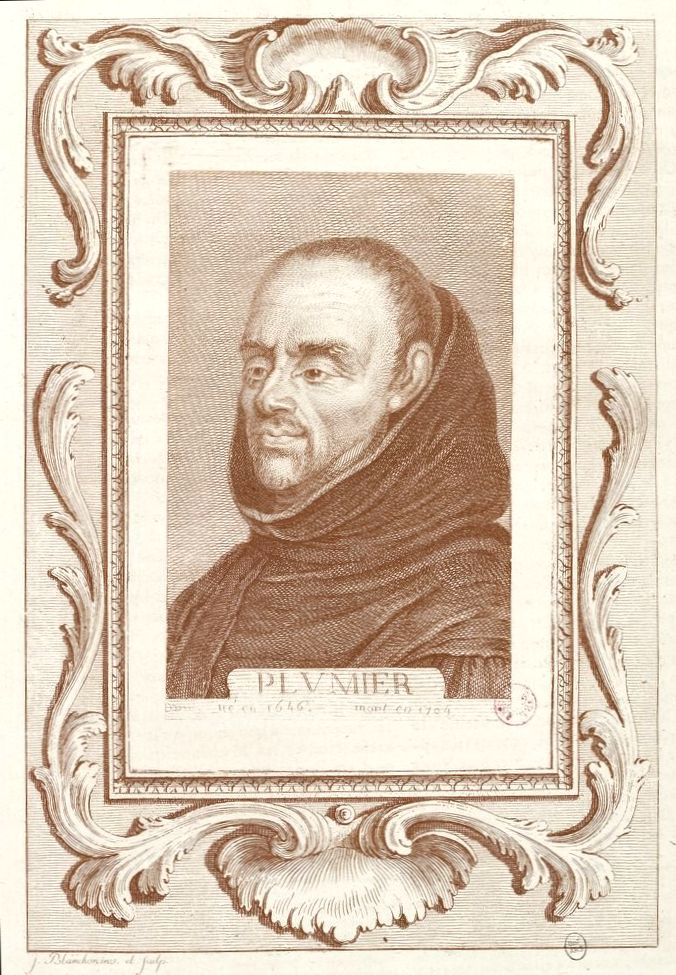
Diese Radierung ist das einzige bekannte Porträt von Charles Plumier

Charles Plumier (* 20. April 1646 in Marseille; † 20. November 1704 in Santa Maria bei Cádiz) war ein französischer Botaniker. Sein offizielles botanisches Autorenkürzel lautet „Plum.“

## Leben und Wirken
Seit seinem 16. Lebensjahr gehörte Plumier dem geistlichen Orden der Paulaner an. In seiner Funktion dort bekam er nicht nur die Möglichkeit, zunächst Mathematik und später in Rom Botanik zu studieren, sondern kam auch mit Menschen zusammen, die damals auf dem Gebiet der Pflanzenkunde umfangreiche Kenntnisse hatten. Zu den einflussreichsten unter seinen Bekannten, denen er nach seiner Rückkehr nach Frankreich begegnete, zählte der Botaniker Joseph Pitton de Tournefort. In Frankreich legte er auch sein erstes großes Herbarium auf. Der französische König Ludwig XIV. beauftragte ihn mit den ersten drei großen Forschungsreisen nach Mexiko und in die Karibik. Dort hielt er sich in den Jahren 1689, 1693 und 1695 auf. Die dritte Reise führte ihn nach Brasilien und auf die Inseln Guadeloupe, Martinique und Santo Domingo. Der französische Entdecker und Botaniker Louis Feuillée war einer seiner Schüler.
Von seinen Reisen brachte Plumier viele neue Pflanzen aus über 100 neuen Gattungen mit. Er entdeckte beispielsweise auf Santo Domingo die Fuchsia und die Begonia und benannte diese wie die Gattungen Bauhinia, Cordia, Lobelia, Magnolia und andere nach bekannten Persönlichkeiten.
Er hinterließ 6000 Zeichnungen, von denen etwa 4300 Darstellungen von Pflanzen sind. Diese werden in der Zentralbibliothek des Muséum national d’histoire naturelle aufbewahrt.

## Ehrungen
Joseph Pitton de Tournefort benannte ihm zu Ehren die Gattung Plumeria der Pflanzenfamilie der Hundsgiftgewächse (Apocynaceae). Carl von Linné übernahm später diesen Namen.

## Ikonografie
Das einzige bekannte Porträt von Plumier ist eine Radierung, die 1773 in der Histoire des philosophes modernes von Alexandre Savérien veröffentlicht wurde. Wahrscheinlich ist der Urheber der Illustrator von Savériens Werk, Jean-Charles François. Das Porträt findet sich in seinem Werkverzeichnis. Der Rocaille-Rahmen, in dem das Porträt bei Savérien erscheint, stammt wahrscheinlich von Jean-Guillaume Blanchon (* 1743), dessen Signatur „J. Blanchon inv. et sculp.“ unterhalb des Porträts erkennbar ist. In der Literatur wird öfter ein „J. Blanchouise“ als Urheber genannt, was möglicherweise auf eine irrtümliche Lesung der Signatur zurückgeht.

## Schriften (Auswahl)

### Bücher
- Déscription des plantes de l’Amérique. Paris 1693 (online).
- L’Art de tourner. Lyon 1701 (online).
- Nova plantarum Americanarum genera. Paris 1703 (online).
- Filicetum americanum, seu filicum, polypodiorum, adiantorum, &c., in America nascentium, icones. Paris 1703.
- Traité de fougères de l’Amérique. Paris 1705  (online).
- Plantarum Americanum fasciculi 1–10. 1755–1760 (online).

### Zeitschriftenbeiträge
- Réponse du P. Plumier Religieux Minime, à M. Pomet, Marchand Droguiste de Paris, sur la Cochenille. In: Journal des sçavans. 19. April 1694, S. 312–325 (online).
- Réponse du P. C. Plumier Minime, à une lettre de Mr Baulot écrite de la Rochelle. In: Mémoires pour l’Histoire des Sciences & des beaux Arts. November 1702, S. 112–128 (online).
- Réponse du R. P. Charles Plumier Minime à Monsieur Frideric Richter Docteur en Médecine à Lipsic, sur la Cochenille. In: Journal de Trévoux ou Mémoires pour l’Histoire des Sciences et des Arts. 1703, S. 1671–1691 (online).
- Réponse du R. P. Plumier à diverses questions d’un Curieux sur le Crocodile, sur le Colubri, & sur la Tortuë. In: Mémoires pour l’Histoire des Sciences & des beaux Arts. Januar 1704, S. 165–175 (online).